# 주한 방글라데시 대사관
주한 방글라데시 대사관(벵골어: কোরিয়ায় বাংলাদেশ দূতাবাস)은 대한민국 서울특별시 용산구 동빙고동 310-22에 있는 방글라데시 대사관이다. 현직 주한 방글라데시 대사는 델와르 호세인이다.

## 역사
대한민국은 1972년 5월 12일 방글라데시를 승인하고 1973년 12월 18일 외교 관계를 수립, 1975년 3월 방글라데시 다카에 주방글라데시 대한민국 대사관을 설치하였고, 주한 방글라데시 대사관은 1987년 2월 설치되었다. 양국은 1973년 6월 29일 통상협정을 맺고 1978년 10월 다카에 한국무역관을 설치했으며 1979년 6월 문화 협정, 1983년 사증면제협정, 이중과세방지협정, 1985년 투자보장협정, 1993년 경제기술협력협정, 1995년 과학기술협력협정을 맺었다.

## 주요 업무
주요 업무는 대한민국 정부와의 외교·교섭, 수출, 통상 진흥, 외교 정책과 문화에 대한 홍보, 대한민국 거주 방글라데시 국민의 보호 감독 및 여권 발급, 부재자 투표 관리, 방글라데시에 여행하는 외국인에 대한 사증발급 등이다. 대한민국 여권을 소지한 국민이 방글라데시를 방문하려면 방문 목적에 맞는 비자를 주한 방글라데시 대사관에서 받아야 한다. 비자 발급에 소요되는 시간은 근무일 기준 3일이다.

## 같이 보기
- 방글라데시의 재외공관 목록
- 대한민국 주재 외국공관 목록
- 주방글라데시 대한민국 대사관
- 대한민국-방글라데시 관계